# Altonakongressen
Altonakongressen (1687–1689) var Kristian V:s försök att ta ifrån den gottorpske hertigen hans för Danmark farliga suveränitet, där ombud för parterna samt för Sverige och flera nordtyska furstar möttes med bland annat kejserlig medling. Danmarks kung hade 1684, i strid med fredsbestämmelserna i Fontainebleau och Lund (1679), låtit besätta hertig Kristian Albrekts av Holstein-Gottorp andel av Slesvig.
Troget sina utrikespolitiska traditioner arbetade Sverige med energi för hertigens sak och lyckades med skickligt utnyttjande av det pfalziska krigets utbrott 1688, tillsammans med England, Republiken Förenade Nederländerna och den lüneburgska dynastin, genomdriva att hertigen återfick såväl länder som rättigheter, särskilt den viktiga ius armorum.
Altonakongressen fastslog alltså en status, som åtminstone till synes var ytterst tillfredsställande för den danskfientliga politiken i Sverige, för Danmark i längden outhärdlig och därmed också en av de främsta orsakerna till detta lands deltagande i det Stora nordiska kriget.
I fördraget av den 20 juni 1689, en stor seger för den svenska statskonsten, förband sig Danmark att återlämna till hertigen av Holstein hans land samt att betala till honom tre tunnor guld i skadeersättning. Kejsaren, England och Holland åtog sig garantin av fördraget.
Under stora nordiska kriget, som delvis hade sin grund i Sveriges vid Altonakongressen så starkt framträdande intimitet med Holstein-Gottorp, brände Magnus Stenbock i januari 1713 Altona, dels som hämnd för att danskarna förstört Stade, dels för att tillintetgöra de stora magasin, som fanns där för den dansk-rysk-sachsiska härens räkning. Genom förstörelsen av magasinen hindrades fienden i tre dagar från att förfölja den svenska hären.